# Хижняк Олександр Олександрович
Олександр Олександрович Хижня́к (нар. 3 серпня 1995, Полтава, Україна) — український боксер-любитель, олімпійський чемпіон 2024 року.
Чемпіон світу (2017), чемпіон Європи (2017), чемпіон світу серед молоді (2012), чемпіон літніх Олімпійських ігор 2024, віцечемпіон літніх Олімпійських ігор 2020, бронзовий призер Європейських ігор (2015), призер чемпіонату Європи серед молоді, чемпіон України (2016). Заслужений майстер спорту України. Виступав у напівпрофесійній лізі WSB за команду Українські отамани.
Тренер — Олександр Хижняк-старший.

## Біографія
Навчався в Полтавській ЗШ № 26.

## Любительська кар'єра
Найбільшим досягненням спортсмена у молодших вікових категоріях була перемога на юнацькому чемпіонаті світу 2012 року, який проходив у Єревані.
З 2013 року почав залучатися за основну чоловічу збірну України, виступаючи у напівважкій ваговій категорії. У 2013 і 2014 ставав срібним призером чемпіонату України. Паралельно з тим у 2014 році почав виступи за команду Українські отамани у напівпрофесійній лізі WSB.
У 2015 році на перших Європейських іграх, що проходили у Баку, став бронзовим призером. На чемпіонаті світу після дебютної перемоги над Абдельхафідом Банчаблою з Алжиру поступився майбутньому срібному призеру Джо Ворду з Ірландії.
У 2016 році двічі пробував пройти кваліфікацію на Олімпійські ігри. На Європейському кваліфікаційному турнірі, у бою за ліцензію, програв Мехмету Уналу, а на світовому кваліфікаційному турнірі у чвертьфіналі програв Михайлу Долголевцю. Після цих невдач вирішив опуститися у ваговій категорії, та вже в кінці року у фіналі чемпіонату України переміг Дмитра Митрофанова, який на той момент був першим номером збірної.
2017 рік став проривним для спортсмена. Спершу спортсмен став чемпіоном Європи серед молоді. На домашньому чемпіонаті Європи також став чемпіоном, а також був визнаний найкращим боксером турніру незалежно від вагової категорії. На чемпіонаті світу в Гамбурзі здобув чотири перемоги та став чемпіоном світу. На цих змаганнях також був визнаний найкращим боксером турніру. Після цієї перемоги НОК України визнав Хижняка найкращим спортсменом місяця. У кінці року Хижняк отримав звання найкращого боксера-любителя незалежно від вагової категорії від AIBA. Останнім українським боксером, якому підкорилося це досягнення, був Олександр Усик (2011 рік). Успіхи спортсмена відзначив також і НОК України, назвавши його найкращим спортсменом року.
У 2019 році на чемпіонаті Європи, що проходив у Мінську в рамках Європейських ігор, підтвердив статус найсильнішого у Європі, а також був визнаний найкращим боксером турніру. Чемпіонат світу в цьому році проводився у Єкатеринбурзі в Росії, однак збірна України у зв'язку з напруженими політичними стосунками між двома країнами, а також з метою якісної підготовки до кваліфікаційних турнірів на Олімпійські ігри, бойкотувала турнір.
У червні 2021 року Хижняк кваліфікувався для участі в літніх Олімпійських іграх у Токіо. 7 серпня Хижняк завоював «срібло» у вазі до 75 кг.
На Європейських іграх 2023 став чемпіоном, здобувши ліцензію на Олімпійські ігри в Парижі, де став олімпійським чемпіоном у ваговій категорії до 80 кг. У фінальному поєдинку він переміг чинного чемпіона світу казахстанця Нурбека Оралбая. 

## Світова серія боксу
Виступав протягом 4 та 5 сезону за українську команду «Ukraine Otamans», де здобув 5 перемог, та зазнав 3 поразки.
| Результат | Команда                | Суперник            | Спосіб           | Дата            | Місце     | Примітки | Відео |  |
| --------- | ---------------------- | ------------------- | ---------------- | --------------- | --------- | --- | ----- |  |
| Поразка   | «Algeria Desert Hawks» | Набіл Кассель       | WP (1:2)         | 11 січня 2014   | Бу-Ісмаїл | |       |  |
| Перемога  | «German Eagles»        | Ігор Тезієв         | WP (2:1)         | 14 лютого 2014  | Бровари   | |       |  |
| Перемога  | «British Lionhearts»   | Астон Браун         | TKO R2           | 23 січня 2015   | Київ      | Нокаутував суперника у 2 раунді. |       |  |
| Перемога  | «Morocco Atlas Lions»  | Петер Мюлленберг    | WP (3:0)         | 6 лютого 2015   | Київ      | Після переможного бою, вшанував памʼять лідера гурту «Скрябін» —Андрія Кузьменка (Кузьми Скрябіна), який загинув 2 лютого 2015 р. (за 4 дні до цього бою). Олександр Хижняк показав публіці великий плакат із фотографією Кузьми та написом «Памʼятаємо». |       |  |
| Поразка   | «Russian boxing team»  | Павло Сілягін       | WP (1:2)         | 21 лютого 2015  | Волгоград | |       |  |
| Перемога  | «China Dragons»        | Ші Гуоджун          | WP (3:0)         | 20 березня 2015 | Київ      | |       |  |
| Перемога  | «Algeria Desert Hawks» | Набіл Кассель       | WP (3:0) R2 0:16 | 10 квітня 2015  | Київ      | Бій достроково зупинено на 16-й секунді 2-го раунду, через розсічення у алжирця. |       |  |
| Поразка   | «Cuba Domadores»       | Хуліо Сезар Ла Круз | WP (3:0)         | 24 квітня 2015  | Гавана    | |       |  |

## Спортивні досягнення

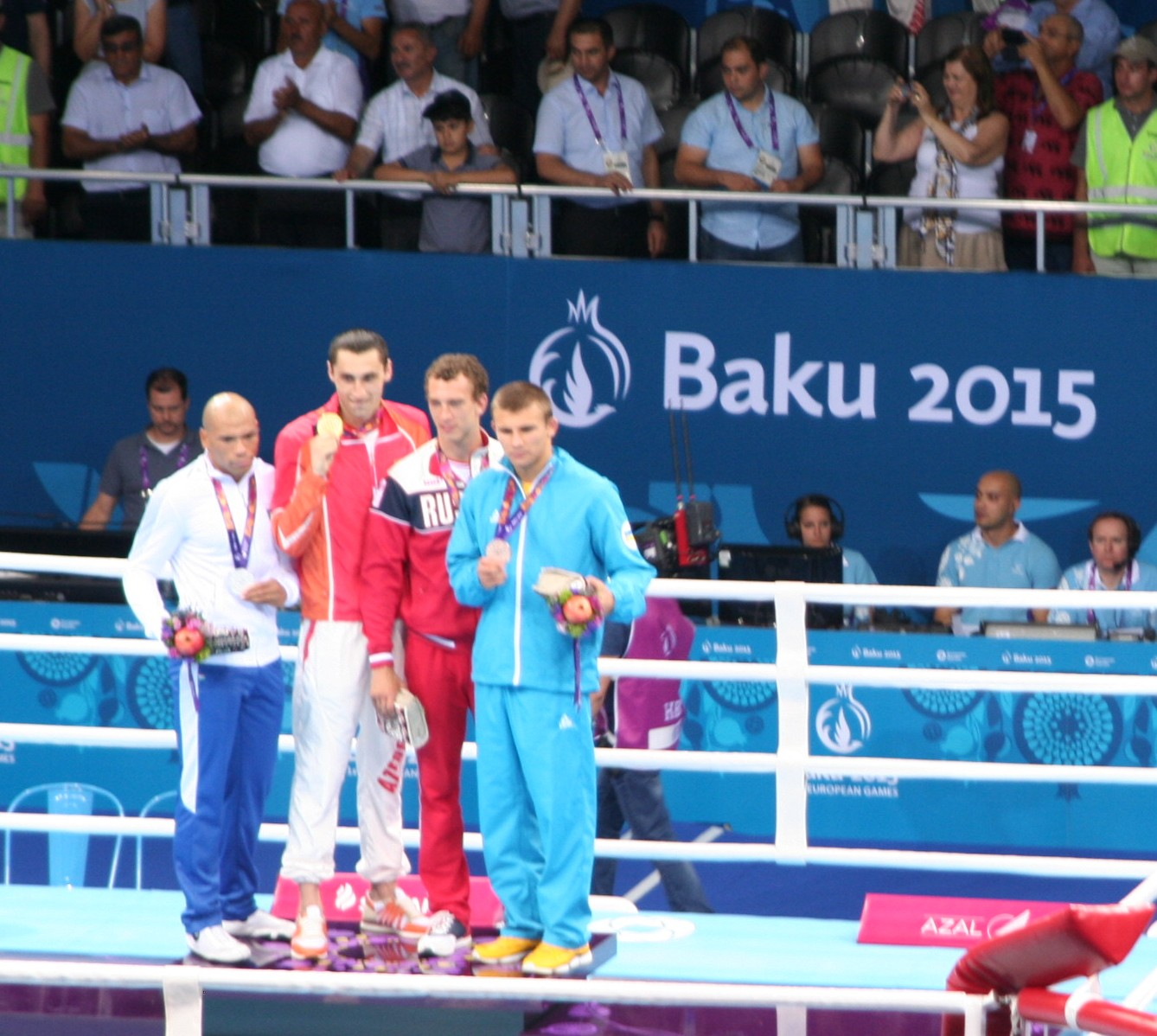
Олександр Хижняк на церемонії нагородження I Європейських ігор (2015)

### Міжнародні аматорські
- 2024 —  Чемпіон літніх Олімпійських ігор 2024 у напівважкій вазі (до 80 кг).
- 2023 —  Чемпіон III Європейських ігор у напівважкій вазі (до 80 кг).
- 2021 —  Віце-чемпіон літніх Олімпійських ігор 2020 у середній вазі (до 75 кг).
- 2019 —  Чемпіон II Європейських ігор у середній вазі (до 75 кг).
- 2017 —  Чемпіон світу у середній вазі (до 75 кг).
- 2017 —  Чемпіон Європи у середній вазі (до 75 кг).
- 2015 —  Бронзовий призер I Європейських ігор у напівважкій вазі (до 81 кг).
- 2012 —  Чемпіон світу серед молоді (до 18 років) у середній вазі (до 75 кг).

### Регіональні аматорські
- 2022 —  Чемпіон України у напівважкій вазі (до 80 кг)
- 2019 —  Чемпіон України у середній вазі (до 75 кг)
- 2018 —  Чемпіон України у середній вазі (до 75 кг)
- 2016 —  Чемпіон України у середній вазі (до 75 кг)
- 2014 —  Срібний призер чемпіонату України у напівважкій вазі (до 81 кг)
- 2013 —  Срібний призер чемпіонату України у напівважкій вазі (до 81 кг)

## Цитати
«Безмежна радість Богу за цю нагороду. Медаль, заради якої я жив до цих Олімпійських ігор. Дякую Богові за те, що я олімпійський чемпіон. Безмежна подяка нашим військовим за те, що ціною власного життя захищають мир і спокій у моїй країні».

## Державні нагороди

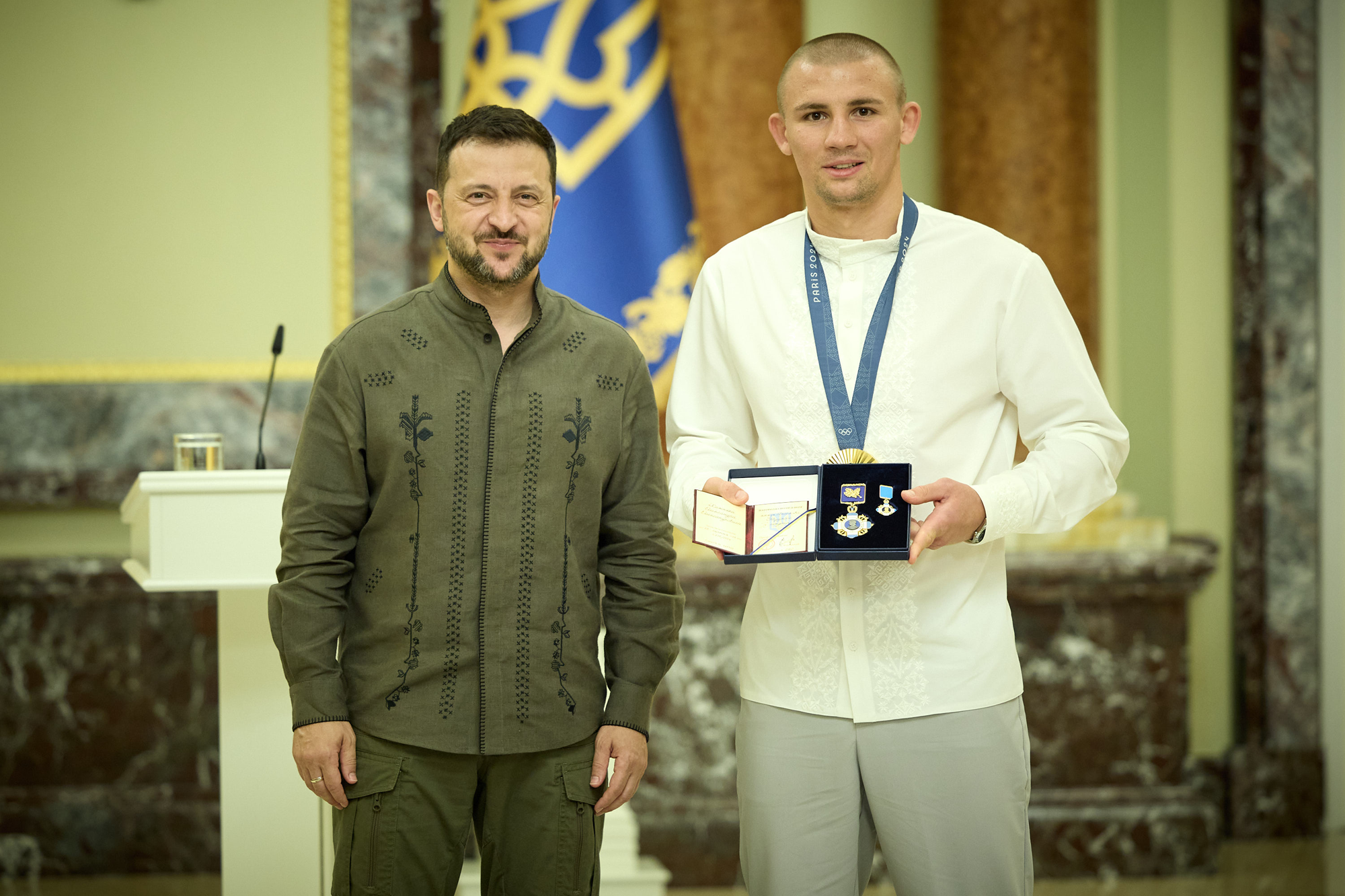
Олександр Хижняк отримує Орден князя Ярослава Мудрого ІV ст. від Президента України Володимира Зеленського 24 серпня 2024 року на честь Дня Незалежності

- Орден князя Ярослава Мудрого ІV ст. (23 серпня 2024) — за досягнення високих спортивних результатів на ХХХІІІ літніх Олімпійських іграх у місті Парижі (Французька Республіка), виявлені самовідданість та волю до перемоги, утвердження міжнародного авторитету України[13].
- Орден князя Ярослава Мудрого V ст. (23 серпня 2023) — за значні заслуги у зміцненні української державності, мужність і самовідданість, виявлені у захисті суверенітету та територіальної цілісності України, вагомий особистий внесок у розвиток різних сфер суспільного життя, відстоювання національних інтересів нашої держави, сумлінне виконання професійного обов'язку.[14]
- Орден «За заслуги» I ст. (16 серпня 2021) — за досягнення високих спортивних результатів на ХХХІІ літніх Олімпійських іграх в місті Токіо (Японія), виявлені самовідданість та волю до перемоги, утвердження міжнародного авторитету України.[15]
- Орден «За заслуги» II ст. (15 липня 2019)  —за досягнення високих спортивних результатів ІІ Європейських іграх у м. Мінську (Республіка Білорусь), виявлені самовідданість та волю до перемоги, піднесення міжнародного авторитету України.[16]
- Орден «За заслуги» III ст. (24 серпня 2017) — за значний особистий внесок у державне будівництво, соціально-економічний, науково-технічний, культурно-освітній розвиток України, вагомі трудові здобутки та високий професіоналізм.[17]